# Teargarden by Kaleidyscope
Teargarden by Kaleidyscope är ett studioalbumprojekt av det amerikanska alternativ rock-bandet The Smashing Pumpkins som har pågått sedan december 2009. Albumet är uppdelat i olika volymer och fristående album (Oceania och Monuments to an Elegy), vilket Billy Corgan har beskrivit som "album inuti ett album". Det färdiga albumet kommer att bestå av totalt 44 låtar. Stilen har beskrivits som en tillbakagång till The Smashing Pumpkins psykedeliska rötter.

## Bakgrund
Gällande Corgans ursprungliga idé kring projektet har han sagt följande:
| ” | Jag tror inte att jag kommer att göra album på det gamla sättet, d.v.s. 12-14 låtar osv. i ett litet paket. Min önskan nu vore att ge ut en låt i taget över en 2-3-årsperiod, där allt sätts ihop till en samlingsbox/album av något slag som även skulle innehålla en konstfilm kring albumet... Min tanke är att om jag fokuserar på en låt i taget skulle jag betrakta dem som vackra, tydliga målningar där var och en skulle kräva den uppmärksamhet de förtjänar. Detta skulle också betyda att jag väljer vad jag spelar in med omsorg eftersom det skulle bli en himla intern press att få det helt rätt och det är den sortens press jag gillar, vilket är att göra det vackraste som bara går. | „ |

Under 2011 kunde ett fullbordat band, bestående av Billy Corgan, Mike Byrne, Jeff Schroeder och Nicole Fiorentino, spela in skivan Oceania, ett så kallat "album inuti ett album".

## Låtlista
Alla låtar skrivna av Billy Corgan.
| 1. | A Song for a Son   | 2009-12-08 | 6:03 |
| 2. | Astral Planes      | 2010-04-16 | 4:06 |
| 3. | Widow Wake My Mind | 2010-01-18 | 4:27 |
| 4. | A Stitch in Time   | 2010-03-02 | 3:33 |

- Exklusivt spår för vinyl-EP: "Teargarden Theme" (2:55).

| 1. | The Fellowship | 2011-01-12 | 3:51 |
| 2. | Freak          | 2010-07-06 | 3:52 |
| 3. | Tom Tom        | 2010-11-24 | 4:04 |
| 4. | Spangled       | 2010-09-14 | 2:30 |

- Exklusivt spår för vinyl-EP: "Cottonwood Symphony" (3:05).

| 1. | Lightning Strikes | 2011-03-18 | 3:56 |
| 2. | Owata             | 2011-05-04 | 3:39 |

| 1.  | Quasar                 | 4:55 |
| 2.  | Panopticon             | 3:52 |
| 3.  | The Celestials         | 3:57 |
| 4.  | Violet Rays            | 4:19 |
| 5.  | My Love is Winter      | 3:32 |
| 6.  | One Diamond, One Heart | 3:50 |
| 7.  | Pinwheels              | 5:43 |
| 8.  | Oceania                | 9:05 |
| 9.  | Pale Horse             | 4:37 |
| 10. | The Chimera            | 4:16 |
| 11. | Glissandra             | 4:06 |
| 12. | Inkless                | 3:08 |
| 13. | Wildflower             | 4:42 |

## Medverkande
The Smashing Pumpkins
- Billy Corgan – sång, gitarr, keyboard, elektrisk sitar, producent
- Jeff Schroeder – gitarr (Vol. 3 och Oceania)
- Nicole Fiorentino – bas och bakgrundssång (Vol. 3 och Oceania)
- Mike Byrne – trummor

Övriga musiker
- Kerry Brown – congas, producent
- Ysanne Spevack – fiol, altfiol
- Linda Strawberry – bakgrundssång
- Mark Tulin – bas (Vol. 1 & 2)

Produktion
- David Bottrill – ljudmix[3]
- Kevin Dippold – studioassistent
- Chris Lord-Alge – ljudmix (Vol. 3)
- Bob Ludwig – mastering
- Stephen Marcussen – mastering
- Bjorn Thorsrud – producent, ljudtekniker